# Yondalla
 Yondalla è una divinità immaginaria del gioco di ruolo fantasy Dungeons & Dragons. Yondalla è la dea degli halfling, nonché loro creatrice e appare come donna halfling dall'aspetto autoritario. Si veste con indumenti di colore verde, giallo e marrone. Porta sempre uno scudo.

## Simbolo e seguaci
Il simbolo di  Yondalla è uno scudo che raffigura la cornucopia e i suoi seguaci sono halfling, esploratori e pionieri.

## Dogma
Da creatrice e protettrice della razza halfling, Yondalla non tollera che tra loro nasca la discordia e spesso riammette gli halfling mandati in esilio perché considerati pericolosi. Il suo insegnamento dice di cogliere sempre le opportunità, perché le opportunità esistono per essere sfruttate e questo influisce sul carattere degli halfling che infatti sono opportunisti. La dea inoltre sprona i suoi seguaci a essere uniti, ragione per la quale si sono formate enclavi compatte di halfling persino in aree dove sono predominanti altre razze.

## Clero
I chierici del clero di Yondalla sono coloro che si occupano di tutti gli aspetti della vita degli halfling tranne quelli riguardanti il furto, pratica molto nota tra gli halfling che deriva da una troppo libera interpretazione riguardo all'insegnamento della dea a proposito delle opportunità. Tra le varie mansioni che svolgono, quelle più comuni sono officiare i matrimoni e i funerali, benedire i raccolti e le nuove imprese o spedizioni e progettare difesa per l'intera comunità.

## Templi
I templi dedicati alla dea creatrice degli halfling sono spesso circondati da incantevoli giardini o da campi coltivati e fungono anche da magazzino per il cibo (sempre abbondante). Alcune zone del tempio sono fortificate e ospitano armerie. Queste zone servono per la difesa della comunità durante gli attacchi provenienti da altri popoli.  